# U.S. Pro Tennis Championships 1984
Lo U.S. Pro Tennis Championships 1984  è stato un torneo di tennis giocato sulla terra rossa. È stata la 57ª edizione del torneo, che fa parte del Volvo Grand Prix 1984. Il torneo si è giocato al Longwood Cricket Club di Boston negli USA, dal 16 al 22 luglio 1984.

## Campioni

### Singolare maschile
Aaron Krickstein ha battuto in finale  José Luis Clerc con il punteggio di 7–6, 3–6, 6–4

### Doppio maschile
Ken Flach /  Robert Seguso hanno battuto in finale  Gary Donnelly /  Ernie Fernandez con il punteggio di 6–4, 6–4